# 1904 dans le catholicisme
Chronologie du catholicisme
- 1900
- 1901
- 1902
- 1903
- 1904
- 1905
- 1906
- 1907
- 1908

Cet article présente les faits marquants de l'année 1904 dans le catholicisme.

## Évènements
- 20 janvier : Pie X, par la Constitution apostolique Commissum nobis, interdit la pratique de l’Exclusive.
- 2 février : Ad Diem Illum, encyclique de Pie X sur la dévotion à la Vierge Marie
- 12 mars : Iucunda Sane, encyclique de Pie X à l'occasion du 13e centenaire du pape saint Grégoire Ier
- 20 au 24 juin : Congrès eucharistique international à Angoulême.
- 29 juillet : La France rappelle son ambassadeur près le Saint-Siège, signifiant la rupture des relations diplomatiques qui ne seront restaurées qu'en 1921[1].
- 10 août : Angelo Giuseppe Roncalli, futur pape Jean XIII, est ordonné prêtre.

## Naissances
Janvier
- 1er janvier : Antoni Baraniak, prélat polonais, archevêque de Poznań († 13 août 1977)

Février
- 1er février : Joseph Asajiro Satowaki, cardinal japonais, archevêque de Nagasaki († 7 août 1996)
- 6 février : Gaetano Piccinini, prêtre italien, Juste parmi les nations († 29 mai 1972)
- 11 février : Anselme Longpré, prêtre, théologien et écrivain canadien († 30 juillet 1997)
- 12 février : Roger Michon, prélat français, évêque de Chartres († 6 mai 1978)
- 13 février : Fernand van Steenberghen, prêtre, enseignant, philosophe et théologien belge († 16 avril 1993)
- 21 février : Denijs Dille, prêtre et musicologue belge († 1er avril 2005)
- 22 février : Stephanos Ier Sidarouss, cardinal égyptien, patriarche copte d'Alexandrie († 23 août 1987)
- 25 février : Robert Bézac, prélat français, évêque d'Aire et Dax († 28 mars 1989)

Mars
- 5 mars : Karl Rahner, prêtre jésuite, écrivain et théologien allemand († 30 mars 1984)
- 7 mars : Jean Arnolds, prêtre belge, résistant au nazisme exécuté († 28 août 1944)
- 9 mars : Tulio Botero, prélat colombien, archevêque de Medellín († 1er mars 1981)
- 13 mars : René-Louis Stourm, prélat français, archevêque de Sens-Auxerre († 3 novembre 1990)
- 30 mars : Bienheureuse Alexandrina de Balazar, mystique portugaise († 13 octobre 1955)

Avril
- 4 avril : Bienheureux Georges Kaszyra, prêtre et martyr biélorusse du nazisme († 18 février 1943)
- 13 avril : Yves Congar, cardinal et théologien français († 22 juin 1995)
- 16 avril : Irénée Lussier, prêtre et enseignant canadien († 27 juillet 1973)
- 21 avril : Bienheureux Basile Hopko, évêque gréco-catholique ruthène et martyr slovaque du communisme († 23 juillet 1976)
- 26 avril : Paul-Émile Léger, cardinal canadien, archevêque de Montréal († 13 novembre 1991)

Mai
- 10 mai : Pierre Gillet, prêtre et résistant français († 14 mars 1985)
- 11 mai : Pierre Faure, prêtre jésuite et pédagogue français († 10 janvier 1988)
- 18 mai : François Marty, cardinal français, archevêque de Paris († 16 février 1994)
- 28 mai : George Beck, prélat britannique, archevêque de Liverpool († 13 septembre 1978)

Juin
- 8 juin : Jean-Jérôme Adam, prélat spiritain, linguiste et missionnaire français, archevêque de Libreville († 11 juillet 1981)
- 22 juin : Bienheureux Tit Liviu Chinezu, prélat gréco-catholique roumain, évêque auxiliaire de Făgăraş et Alba Iulia et évêque titulaire de Regiana (de), martyr du communisme († 15 janvier 1955)
- 29 juin : Umberto Mozzoni, cardinal argentin de la Curie, précédemment diplomate du Saint-Siège et archevêque titulaire de Sidé (de) († 7 novembre 1983)
- 30 juin : Maurice Perrin, prélat français, missionnaire, diplomate du Saint-Siège et archevêque titulaire de Gurza (de), précédemment archevêque titulaire d'Utique (de) († 3 octobre 1994)

Juillet
- 7 juillet : Bienheureuse María Inés Teresa Arias Espinosa, religieuse mexicaine, fondatrice de la Famille Inésienne († 22 juillet 1981)
- 12 juillet : Étienne Delaruelle, prêtre et historien médiéviste français († 11 juin 1971)
- 16 juillet : Léon-Joseph Suenens, cardinal belge, archevêque de Malines-Bruxelles, primat de Belgique († 6 mai 1996)
- 21 juillet : Jean-Marie Gantois, prêtre français et nationaliste flamand († 28 mai 1968)
- 31 juillet : John Joseph Carberry, cardinal américain, archevêque de Saint-Louis († 17 juillet 1998)

Août
- 1er août : André Boyer-Mas, prêtre, diplomate et résistant français († 16 novembre 1972)
- 3 août : Félix-Marie Verdet, prélat français, évêque de La Rochelle († 22 juillet 1992)
- 5 août : 
  - Henri Poidevineau, prêtre, missionnaire et homme politique français († 6 juin 1973)
  - Joseph Bretault, prélat français, évêque de Koudougou puis évêque titulaire de Cellae-en-Maurétanie (de), précédemment évêque titulaire de Sufetula (de) († 13 octobre 1985)
- 10 août : Pierre de Porcaro, prêtre français, résistant spirituel au nazisme mort en déportation († 12 mars 1945)
- 19 août : Georges-Léon Pelletier, prélat canadien, évêque de Trois-Rivières († 4 septembre 1987)
- 28 août : Bienheureuse Itala Mela, religieuse, mystique et théologienne italienne († 29 avril 1957)

Septembre
- 3 septembre : Charles de Provenchères, prélat français, archevêque d'Aix-en-Provence († 2 juin 1984)
- 7 septembre : Henri Pinault, prélat et missionnaire français, évêque de Chengdu († 24 février 1987)
- 11 septembre : José Maria Bueno y Monreal, cardinal espagnol, archevêque de Séville († 20 août 1987)
- 12 septembre : John Courtney Murray, prêtre jésuite et théologien américain († 16 août 1967)
- 21 septembre : Franz Stock, prêtre allemand et aumônier de prison († 24 février 1948)

Octobre
- 20 octobre : 
  - Mario von Galli, prêtre jésuite, théologien et écrivain autrichien († 28 septembre 1987)
  - Henri de Villeneuve, prêtre et résistant français († 19 décembre 1991)
- 23 octobre : Maximilien de Furstenberg, cardinal belge de la Curie, précédemment diplomate du Saint-Siège et archevêque titulaire de Paltus (de) († 22 septembre 1988)

Novembre
- 4 novembre : Walter Ciszek, prêtre jésuite américain, prêtre clandestin en URSS, victime du Goulag († 8 décembre 1984)
- 11 novembre : Bienheureux Noël Tenaud, prêtre, missionnaire au Laos et martyr français († 27 avril 1961)
- 19 novembre : Georges Jacquot, prélat français, archevêque de Marseille († 25 septembre 1970)

Décembre
- 6 décembre : Félix Scalais, prélat et missionnaire belge, premier archevêque de Léopoldville († 17 août 1967)
- 11 décembre : Nicola Riezzo, prélat italien, archevêque d'Otrante, serviteur de Dieu († 20 août 1998)
- 19 décembre : Gérard-Marie Coderre, prélat canadien, évêque de Saint-Jean-de-Québec († 19 décembre 1993)
- 22 décembre : Bienheureux Władysław Bukowiński, prêtre polonais, missionnaire au Kazakhstan († 3 décembre 1974)

## Décès
- 10 janvier : Louis-Théophile Bastard, prêtre français (° 23 octobre 1942)
- 16 février : Maurice Harriet, prêtre français et lexicographe basque (° 14 septembre 1814)
- 14 avril : Michelangelo Celesia, cardinal italien, archevêque de Palerme (° 13 janvier 1814)
- 29 avril : Pierre Goux, prélat français, évêque de Versailles (° 13 mars 1827)
- 28 mai : Bon-Arthur-Gabriel Mollien, prélat français, évêque de Chartres (° 12 octobre 1834)
- 30 mai : Bienheureuse Marthe Wiecka, religieuse polonaise (° 12 janvier 1874)
- 29 juin : Pablo de Anda Padilla, prêtre mexicain, fondateur des Filles minimes de Marie Immaculée, vénérable (° 5 juillet 1830)
- 2 juillet : Bienheureuse Eugénie Joubert, religieuse française (° 11 février 1876)
- 7 juillet : Eugène-Victorin Chichou, prêtre et botaniste français (° 30 avril 1828)
- 10 juillet : Ferdinand-Joseph Moulart, prêtre et canoniste belge (° 4 août 1832)
- 3 août : Godefroid Pelckmans, prélat et missionnaire belge, évêque de Lahore (° 21 janvier 1854)
- 20 septembre : Saint José Maria de Yermo y Parres, prêtre mexicain, fondateur des Servantes du Sacré-Cœur de Jésus et des Pauvres (° 10 novembre 1851)
- 29 septembre : Jean Fournier de Bellevue, prêtre, théologien et enseignant français (° 8 avril 1861)
- 18 octobre : Henri Wyart, militaire puis prêtre trappiste français (° 12 octobre 1839)
- 13 octobre : Hippolyte Carrie, prélat et missionnaire français, vicaire apostolique du Congo français inférieur et évêque titulaire de Dorylée (de) (° 10 février 1842)
- 14 novembre : Mario Mocenni, cardinal italien de la Curie, précédemment diplomate du Saint-Siège et archevêque titulaire d'Héliopolis-en-Phénicie (de) (° 22 janvier 1823)
- 15 novembre : Bienheureuse Marie de la Passion de Chappotin, religieuse et missionnaire française, fondatrice des Franciscaines missionnaires de Marie (° 21 mai 1839)
- 20 novembre : Gustave Bourassa, prêtre canadien (° 15 juin 1860)
- 14 décembre : Joseph-Calixte Marquis, prêtre et enseignant canadien (° 14 octobre 1821)
- 15 décembre : Mélanie Calvat, religieuse française, témoin de l'apparition mariale de La Salette (° 7 novembre 1831)